# Platanitos, Santa María del Oro
Platanitos är en ort i Mexiko.   Den ligger i kommunen Santa María del Oro och delstaten Nayarit, i den centrala delen av landet, 600 km väster om huvudstaden Mexico City. Platanitos ligger 790 meter över havet och antalet invånare är 145.
Terrängen runt Platanitos är lite bergig. Runt Platanitos är det glesbefolkat, med 11 invånare per kvadratkilometer. Närmaste större samhälle är Santa María del Oro, 13,5 km väster om Platanitos. I omgivningarna runt Platanitos växer huvudsakligen savannskog.